# Diocesi di Poliboto
La diocesi di Poliboto (in latino: Dioecesis Polybotensis) è una sede soppressa del patriarcato di Costantinopoli e una sede titolare della Chiesa cattolica.

## Storia
Poliboto, identificabile con Bolvadin nell'odierna Turchia, è un'antica sede episcopale della provincia romana della Frigia Salutare nella diocesi civile di Asia. Faceva parte del patriarcato di Costantinopoli ed era suffraganea dell'arcidiocesi di Amorio.
La diocesi è documentata nelle Notitiae Episcopatuum del patriarcato di Costantinopoli fino al XII secolo. Originariamente suffraganea dell'arcidiocesi di Sinnada, nel IX secolo entrò a far parte della nuova sede metropolitana di Amorio.
Tra i vescovi conosciuti di Poliboto, il martirologio romano, alla data del 4 dicembre, ricorda il martire e vescovo Giovanni, soprannominato il Taumaturgo, vissuto all'epoca dell'imperatore Leone V l'Armeno (813-820): «A Políboto in Frigia, nell'odierna Turchia, san Giovanni, detto il Taumaturgo, vescovo, che si adoperò molto, contro l'opinione dell'imperatore Leone l'Armeno, in favore del culto delle sacre immagini».
Sono noti altri tre vescovi di Poliboto: Strategio prese parte al concilio di Calcedonia nel 451; Giovanni sottoscrisse gli atti del concilio in Trullo del 692; al secondo concilio di Nicea nel 787 il vescovo, assente e di cui non si conosce il nome, fu rappresentato dal sacerdote Gregorio.
Dal XIX secolo Poliboto è annoverata tra le sedi vescovili titolari della Chiesa cattolica; la sede è vacante dal 5 agosto 1965.

## Cronotassi

### Vescovi greci
- Strategio † (menzionato nel 451)
- Giovanni † (menzionato nel 692)
- San Giovanni Taumaturgo † (prima metà del IX secolo)[6]
- Anonimo † (menzionato nel 787)

### Vescovi titolari
- Julije Drohobeczky † (18 maggio 1917 - 11 febbraio 1934 deceduto)
- Augusto Sieffert, C.SS.R. † (24 febbraio 1934 - 6 aprile 1951 deceduto)
- Tomasz Wilczyński † (12 giugno 1952 - 5 agosto 1965 deceduto)